# Satis vobis compertum
Satis vobis compertum  è una enciclica di papa Benedetto XIV, datata 17 novembre 1741, nella quale il Pontefice ricorda in quali occasioni si possono permettere i matrimoni segreti, indica le cautele che devono essere osservate in tali occasioni e prescrive alcune norme per la tutela dei figli che eventualmente nascessero da tali unioni.

## Fonte
- Tutte le encicliche e i principali documenti pontifici emanati dal 1740. 250 anni di storia visti dalla Santa Sede, a cura di Ugo Bellocci. Vol. I: Benedetto XIV (1740-1758), Libreria Editrice Vaticana, Città del Vaticano 1993